# جبل هيبوك هيبوك
جبل هيبوك-هيبوك المعروف أيضًا باسم بركان كاتارمان هو بركان طبقي على جزيرة كاميغوين في الفلبين. وهو من البراكين النشطة في البلاد وجزء من منطقة الحزام الناري في المحيط الهادئ.